# Daryl Caudle

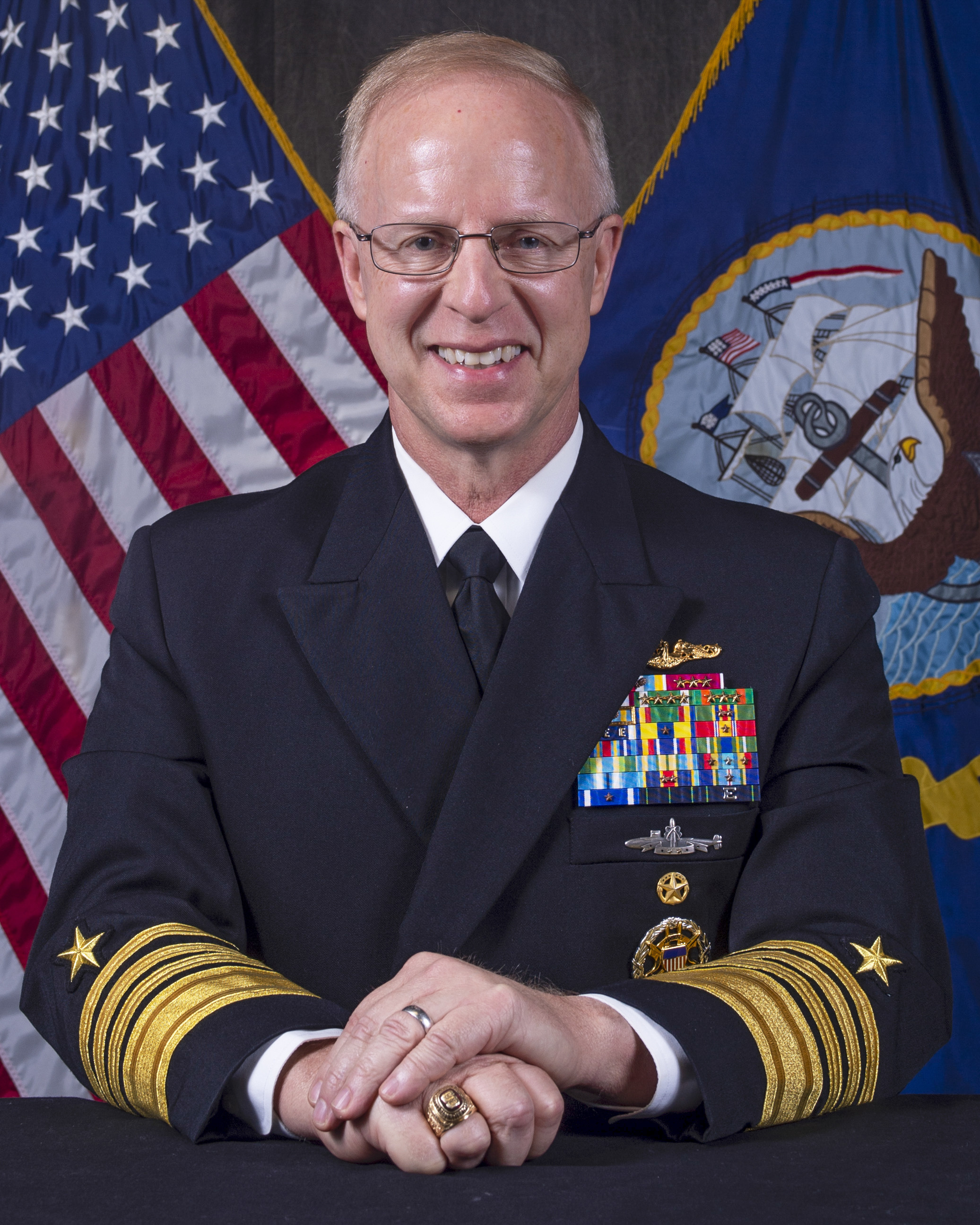
Daryl Lane Caudle (2021)

Daryl Lane Caudle (* 1963 in Winston-Salem, North Carolina) ist ein US-amerikanischer Admiral der United States Navy und Befehlshaber des United States Fleet Forces Command.

## Leben
Daryl Caudle wurde in Winston-Salem, North Carolina, geboren und graduierte 1985 an der North Carolina State University mit einem Bachelor of Science in Chemieingenieurwesen. Im Anschluss trat er der Navy bei und absolvierte an der Naval Postgraduate School ein weiteres Studium, das er mit einem Master of Science in Physik 1992 abschloss. Anschließend wurde er auf U-Booten eingesetzt, unter anderem als Divisionsoffizier sowie Leitender Ingenieur. Als Kommandant übernahm er schließlich die Jefferson City und als stellvertretender Kommandeur die Submarine Squadron 11. Zudem war er später Kommandierender Offizier an Bord der Topeka und der Helena. Anschließend war er Kommandeur der Submarine Squadron 3.
Seine Verwendungen an Land umfassten unter anderem die des Nuclear Power Officer beim Kommandeur der Submarine Force der United States Atlantic Fleet (heute US Fleet Forces Command), als Assistant Deputy Director for Information and Cyber Space Policy im Joint Staff in Washington, D.C., und als Stabschef des Kommandeurs der Unterseestreitkräfte der United States Pacific Fleet.
Seine Verwendungen als Flaggoffizier beinhalten unter anderem die des stellvertretenden Kommandeurs der 6. US-Flotte, die des Director of Operations bei den United States Naval Forces Europe-Africa, des Kommandeurs der Submarine Group 8, der Submarine Force der United States Pacific Fleet und als stellvertretender Direktor für Strategy, Plans and Policy im Joint Staff. Vor seiner Verwendung im United States Fleet Forces Command wurde er als Kommandeur aller U-Boote im Atlantik eingesetzt und als Kommandeur des Allied Submarine Command.
Im Dezember 2021 übernahm er seine aktuelle Verwendung als Befehlshaber des United States Fleet Forces Command. Er soll zukünftig Chief of Naval Operations als Nachfolger von Lisa Franchetti werden.